# カラテオドリの条件
カラテオドリの条件（カラテオドリのじょうけん、英: Carathéodory's criterion）とは、ギリシャの数学者であるコンスタンティン・カラテオドリによって得られた、測度論における一結果である。その内容は次のようになる：{\displaystyle \lambda ^{*}} を {\displaystyle \mathbb {R} ^{n}} 上のルベーグ外測度とし、{\displaystyle E\subseteq \mathbb {R} ^{n}} とする。このとき、{\displaystyle E} がルベーグ可測であるための必要十分条件は、{\displaystyle \lambda ^{*}(A)=\lambda ^{*}(A\cap E)+\lambda ^{*}(A\cap E^{c})} がすべての {\displaystyle A\subseteq \mathbb {R} ^{n}} に対して成立することである。{\displaystyle A} は可測集合でなくても良いことに注意されたい。